# Nintendo Switch 2
Nintendo Switch 2 – konsola gier wideo przedsiębiorstwa Nintendo. Urządzenie miało swoją premierę 5 czerwca 2025 roku.Jest następcą konsoli Nintendo Switch z 2017 roku.

## Historia

Logo konsoli

Oficjalna nazwa to po prostu "Nintendo Switch 2", choć przez lata był obiektem intensywnych spekulacji i przecieków pod nazwą "Switch Pro" lub "następca Switcha". Konsola ta została oficjalnie wydana na świecie 5 czerwca 2025 roku, rozpoczynając nową generację gier Nintendo.
Oto szczegółowy opis Nintendo Switch 2, obejmujący jego kluczowe cechy, specyfikacje i zmiany w stosunku do poprzednika:
Design i wygląd:
- Większy rozmiar: Nintendo Switch 2 jest ogólnie większą wersją swojego poprzednika, co oznacza większą powierzchnię konsoli i kontrolerów Joy-Con.
- Ekran: Wyposażony jest w 7,9-calowy ekran LCD z szeroką gamą kolorów i rozdzielczością 1920x1080 pikseli. Obsługuje HDR10 i zmienną częstotliwość odświeżania (VRR) do 120 Hz. Ważna uwaga: choć to nie jest ekran OLED (jak w Switch OLED), recenzje wskazują, że zastosowany wyświetlacz LED jest bardzo wysokiej jakości.
- Magnetyczne Joy-Cony: Kontrolery Joy-Con 2 mocują się magnetycznie do konsoli, co ma ułatwić ich przypinanie i odpinanie. Posiadają ulepszone "HD Rumble 2" (usprawnioną funkcję wibracji) oraz optyczny czujnik, który pozwala na używanie ich jako myszy, a także dodatkowy przycisk "C".
- Ulepszona podstawka: Nowa podstawka w kształcie litery "U" rozciąga się na prawie całą szerokość konsoli, zapewniając większą stabilność i możliwość ustawienia konsoli pod różnymi kątami. Dock jest również wyposażony w wewnętrzny wentylator do chłodzenia konsoli podczas dłuższych sesji grania.
- Wbudowany mikrofon: Konsola posiada wbudowany mikrofon (mono) z redukcją szumów, eliminacją echa i automatyczną kontrolą wzmocnienia, co ma zapewnić wygodniejszą komunikację głosową w grach.
- Porty: Konsola ma dwa porty USB-C (jeden na dole do ładowania i połączenia z dockiem, drugi na górze do akcesoriów/ładowania) oraz gniazdo audio 3.5mm. Dock wyposażony jest w port HDMI, USB-C i Ethernet.

Wydajność i specyfikacje techniczne:
- Procesor i GPU: Nintendo Switch 2 jest napędzany przez specjalnie zaprojektowany procesor Nvidia T239.
  - CPU: 8-rdzeniowy ARM Cortex A78C (6 rdzeni dostępnych dla deweloperów, 2 zarezerwowane dla systemu).
  - GPU: Architektura Nvidia Ampere z 1536 rdzeniami CUDA.
  - Wzrost wydajności: Nvidia twierdzi, że Switch 2 oferuje "10-krotnie wyższą wydajność graficzną" w porównaniu z oryginalnym Switchem.
- Pamięć RAM: 12GB LPDDR5X DRAM (z czego 9GB dostępne dla gier).
- Pamięć wewnętrzna: 256GB pamięci UFS (znacznie więcej niż 32GB w oryginalnym Switchu i 64GB w Switch OLED), z możliwością rozszerzenia za pomocą kart microSD Express do 2TB.
- Wyjście wideo (tryb TV): Maksymalna rozdzielczość 3840x2160 (4K) przy 60 kl./s. Obsługuje także 120 kl./s przy rozdzielczościach 1920x1080 i 2560x1440. Wspiera HDR10.
- Wyjście wideo (tryb przenośny/stołowy): Maksymalna rozdzielczość 1920x1080 pikseli.
- Dźwięk: Obsługuje liniowy wyjście PCM 5.1ch w trybie TV. Ulepszona jakość dźwięku z głośników stereo oraz przestrzenny dźwięk 3D.
- Łączność: Wi-Fi 6 (poprawia szybkość pobierania gier) i Bluetooth. Port Ethernet w docku.
- Bateria: Bateria o pojemności 5,220 mAh, oferująca od około 2 do 6.5 godziny gry (w zależności od tytułu).

Nowe funkcje i ulepszenia:
- Wsteczna kompatybilność: Nintendo Switch 2 jest wstecznie kompatybilny z fizycznymi i cyfrowymi grami z oryginalnego Switcha. Niektóre gry z Switcha mogą skorzystać z ulepszonej wydajności Switcha 2 poprzez darmowe lub płatne aktualizacje.
- GameChat: Nowa funkcja GameChat pozwala na rozmowę głosową z innymi graczami, z możliwością udostępniania ekranu i obrazu z kamery (wymaga oddzielnej kamery Nintendo Switch 2, sprzedawanej osobno za $55).
- Nowa klawiatura ekranowa: Ulepszona klawiatura ekranowa.
- Zwiększone możliwości socialne: Ulepszone funkcje społecznościowe.
- Wirtualne karty gier: Możliwość przenoszenia cyfrowych gier między kontami na dwóch systemach Switch 2, podobnie jak fizyczne kartridże.
- Nintendo Classics Library (GameCube): W ramach subskrypcji Nintendo Switch Online Expansion Pack, gracze uzyskują dostęp do emulowanych gier z GameCube, co jest ekskluzywne dla Switcha 2.

Cena i dostępność:
- Cena konsoli Nintendo Switch 2 wynosi $449 / £395.99.
- Dostępny jest również zestaw z grą "Mario Kart World" za $499.99 / £429.99.
- Pre-ordery były skomplikowane w USA ze względu na kwestie taryfowe, ale konsola jest dostępna w sprzedaży od 5 czerwca 2025 roku.

Podsumowanie:
Nintendo Switch 2 stanowi znaczący krok naprzód w ewolucji hybrydowej konsoli Nintendo. Zachowując unikalną elastyczność oryginalnego Switcha (gra w trybie przenośnym, stołowym i TV), oferuje znacznie ulepszoną wydajność graficzną, większy i lepszy ekran, znacznie więcej pamięci wewnętrznej oraz szereg usprawnień w zakresie komfortu użytkowania i funkcji społecznościowych. Choć nie jest to skok generacyjny na miarę konsol PlayStation 5 czy Xbox Series X, to jest to solidne uaktualnienie, które ma zapewnić Nintendo miejsce na rynku przez kolejne lata.
W ramach promocji Switcha 2, Nintendo nawiązało współpracę z Major League Baseball i Seattle Mariners, aby logo Nintendo i nowej konsoli firmy znalazło się na koszulkach drużyn Mariners w sezonie 2025. Podczas Nintendo Direct w marcu 2025 roku, firma jednocześnie ogłosiła i uruchomiła Nintendo Today!, aplikację na urządzenia z systemem iOS, iPadOS i Android, mająca służyć jako główne centrum wiadomości i kalendarz do dostarczania informacji na temat różnych sfer działalności Nintendo, w tym codziennych aktualizacji związanych ze sprzętem, oprogramowaniem, usługami i nadchodzącymi wydarzeniami po Nintendo Direct skoncentrowanym na nadchodzącej konsoli. W trakcie pokazu ujawniono datę premiery konsoli oraz tytuły startowe.
Konsola została wydana 5 czerwca 2025 roku,  zgodnie z wcześniejszymi zapowiedziami Nintendo.

## Specyfikacja techniczna
Podobnie jak swój poprzednik, Nintendo Switch 2 jest konsolą hybrydową, która może być używana jako konsola przenośna lub stacjonarna. Urządzenie ma podobną formę jak Nintendo Switch i składa się z jednostki centralnej, która zawiera ekran i główne podzespoły, oraz dwóch kontrolerów Joy-Con 2, które można przymocować po bokach urządzenia w trybie przenośnym lub mogą komunikować się bezprzewodowo z konsolą w trybie stacjonarnym.
Nowy Joy-Con, oprócz tego, że jest większy, aby pasował do większej konsoli, mocuje się do konsoli, przyciągając do boków, a nie za pomocą systemu szyn z pierwszego Switcha, i jest demontowywalny za pomocą małego przycisku na Joy-Con, który powoduje, że cylinder w Joy-Con wysuwa się i odpycha od jednostki głównej. Branża gamingowa przewiduje, że mocowanie Joy-Con do głównego korpusu odbywa się za pomocą magnetycznego mocowania, a nie fizycznego złącza. Raporty mówią, że nowy Joy-Con będzie wykorzystywał czujniki efektu Halla dla joysticków, a nie normalne joysticki analogowe, co rozwiązałoby problemy z dryftem, które miały oryginalne modele z powodu gromadzenia się kurzu w analogach. Dziennikarze zwrócili również uwagę na obecność czujnika optycznego na Joy-Conie, wraz z przeprojektowanym mocowaniem paska na nadgarstek, który zawierał przedni przycisk i podkładki, w które Joy-Con może się wsunąć.
Switch 2 będzie też współpracował z częścią padów przeznaczonych do poprzednika w tym z kontrolerem Switch Pro Controller. Konsola ma ponoć być początkowo oferowana z ekranem LCD, a nie z ekranem OLED, aby obniżyć koszty jej produkcji. Za produkcję ekranów do konsoli ma być odpowiedzialna firma Sharp, która dostarcza ekrany dla Nintendo od 2023 roku. Planowo konsola będzie korzystać z chipu Nvidia Tegra T239 (nazwa kodowa „Drake”). Ma mieć ośmiordzeniowy procesor ARM Cortex-A78C, procesor graficzny 12 SM Ampere i 128-bitowy interfejs pamięci LPDDR5. Wewnętrzne e-maile Activision z FTC v. Microsoft wskazują na to, że pod względem mocy konsola będzie podobna do platform ósmej generacji, takich jak PlayStation 4 i Xbox One, choć jednocześnie ma mieć obsługę technologii Nvidia DLSS i ray tracingu.
Konsola wyposażona ma być w 4 porty USB-C, z których dwa będą służyć do parowania i ładowania padów, jeden do ładowania konsoli i jeden jako port rozszerzeń. Dodatkowe zgłoszenia FCC z marca 2025 roku nawiązują do funkcjonalności NFC i Wi-Fi 6 w konsoli.

## Oprogramowanie
Podobnie jak w przypadku swojego poprzednika, gry na Nintendo Switch 2 można będzie zakupić zarówno na kartridżach, jak i w ramach dystrybucji cyfrowej poprzez sklep Nintendo eShop. Nintendo Switch 2 ma być również kompatybilny wstecznie z grami przeznaczonymi na pierwszego Switcha. Plotki z lutego 2024 roku wskazywały na to, że programiści będą mogli aktualizować gry, aby wykorzystać możliwości nowego sprzętu.
W ogłoszeniu dotyczącym Virtual Game Cards dołączono etykiety o nazwie „Switch 2 Editions”, wspierające koncepcję ulepszonych gier na Switcha na jego następcy. Informacje podane przez IGN wskazują na to, że gry Metroid Prime 4: Beyond, Pokémon Legends: Z-A, Pokémon Champions i Professor Layton and the New World of Steam doczekają się ulepszonych wersji stworzonych z myślą o nowej konsoli Nintendo. Na nowej konsoli Nintendo zgodnie z przeciekami mają ukazać się porty nadchodzących gier z serii Call of Duty, a także gry Assassin’s Creed: Mirage i Assassin’s Creed: Shadows firmy Ubisoft i Metal Gear Solid Delta: Snake Eater firmy Konami.
Wsparcie dla nowej platformy zapowiedział również Microsoft Gaming, który zamierza przeportować na konsolę Nintendo takie gry jak Halo: The Master Chief Collection i Microsoft Flight Simulator 2024. Na prezentacji Nintendo Direct potwierdzono premierową listę gier na konsole. Objęła m.in. Mario Kart World, Donkey Kong Bananza, Kirby Air Riders, Metroid Prime 4, Welcome Tour oraz Cyberpunk 2077.